# Экономика Камеруна
Экономика Камеруна — одна из наиболее развитых экономик Тропической Африки.

## Сельское хозяйство
В сельском хозяйстве занято 70 % трудоспособного населения (2001), оно дает около 22 % ВВП. Обрабатывается 3 из 7,5 млн га земель, пригодных для обработки. Выращиваются авокадо, арахис, бананы, рис, ямс, таро, сахарный тростник. Треть земель занята экспортными плантационными культурами — какао (125 тыс. т), кофе (78 тыс. т), хлопок, чай, гевея. Животноводство развито слабо, лучше развито лесное хозяйство: имеются многие ценные породы деревьев — азобе, бибело, билинга, нголон. Вырубка лесов привела к опустыниванию в ряде регионов страны — площадь лесов сократилась на 222 тыс. га с 1990 по 2000 год.

## Промышленность
Доля промышленности в ВВП — почти 30 %.

### Горнодобывающая промышленность
Горнодобывающая промышленность интенсивно развивается — ведется добыча природного газа и нефти, бокситов и известняка.
В 2018 году консорциум в составе: New Age Cameroon Offshore Petroleum SA — оператор блока с долей участия 37,5 %, ЛУКОЙЛ — 37,5 % и британская Bowleven −25 % запустил добычу нефти на шельфе Камеруна. В течение 2019 г Консорциум проведет дальнейший геолого-технический анализ, включая уточнение перспективы добычи.

Несмотря на то, что нефть дает до 30 % экспортных поступлений добыча нефти в Камеруне продолжает уменьшаться из-за «старения» месторождений и неудачных инвестиций, но правительственный доход от этого сектора остается стабильным, на 2013 год он оценен в 1,2 миллиардов долларов США.

### Обрабатывающая промышленность
В Камеруне развита обрабатывающая промышленность: до 40 % заготавливаемой в стране древесины перерабатывается в Камеруне, имеются предприятия пищевой промышленности по производству напитков, сахара и т. д., текстильная, химическая и фармацевтическая. В городе Дуала имеется завод по сборке автомобилей «Land Rover». На импортном глиноземе работает алюминиевый завод в Эдеа (на экспорт). Сохраняются традиционные ремесла: резьба по кости и дереву (деревянные маски), изготовление статуэток из бронзы и меди, вышивка бисером.

## Энергетика
99 % электроэнергии в Камеруне вырабатывается на ГЭС. Самые крупные ГЭС находятся на реках Санага и Лагадо. В 2012 году в Камеруне произведено 6,155 млрд кВт энергии.

## Транспорт
Автодороги
- всего — 51 350 км (2011)[2], в том числе
- с твердым покрытием — 4108
- без твердого покрытия — 47 242

Железные дороги
- всего — 987 км (2014)[2]

Аэропорты
- всего — 33 (2013)[2], в том числе
  - с твердым покрытием — 11
  - без твердого покрытия — 22

Водный транспорт
- всего судов — 1 водоизмещением 38,613 грт/68,820 кВт

## Связь
Почтовая связь в Камеруне обеспечивается компанией Campost. Она включает 232 почтовых отделения по всей стране. Здесь отсутствует система почтовых индексов. Адреса указываются в обычном виде. Мобильная связь представлена двумя основными операторами: «Orange» и «MTN». Связь действует в стандарте GSM 900.
Интернет в Камеруне слаборазвит, в 2017 году Правительство вело активную блокировку доступа к интернету на англоговорящих территориях страны. Основными провайдерами ADSL-стандарта являются Camtel, Creolink Communication и Telkom, а по уровню обеспечения интернетом в 2013 г. Камерун занимал 182 место в мире с показателем 5,7 % (то есть чуть менее 6 чел. из 100 имели выход в Глобальную сеть)

## Торговля
Экспорт: 4,26 млрд долларов (2018)
Статьи экспорта: сырая нефть (35,1 %), древесина и пиломатериалы (16,23 %), какао-бобы (11,5 %), золото (9,74 %), бананы и другие фрукты, алюминий, иные сельскохозяйственные товары и сырьё. Главные покупатели — Китай (999 млн долларов), Италия (494 млн долларов), Объединенные Арабские Эмираты (425 млн долларов), Франция (399 млн долларов) и Нидерланды (341 млн долларов)

Импорт: 5,51 млрд долларов (2018)
Статьи импорта: Машины и оборудование (21,8 %), продовольственные товары, включая рис, рыбу и пшеницу; рафинированная нефть (3,5 %), упакованные медикаменты (2,8 %), а так же иные химические и металлургические готовые изделия. Главные поставщики — Китай (1,71 млрд долларов), Франция (562 млн долларов), Италия (239 млн долларов) и Таиланд (189 млн долларов).